# Puncov
Puncov (polsky Puńców, německy Punzau) je vesnice v jižním Polsku ve Slezském vojvodství v okrese Těšín v gmině Holešov. Leží na území Těšínského Slezska v kopcovité krajině Slezského podhůří v údolí řeky Puncovky. Na severozápadě sousedí přímo s Těšínem a plní roli jeho předměstí. K 31. 3. 2014 zde žilo 1 615 obyvatel, rozloha obce činí 10,21 km².
Obec se nachází přímo u polsko-české hranice a zaujímá zhruba 4/5 původní vesnice Puncov, jejíž jižní část – Osůvky neboli Český Puncov – byla po rozdělení Těšínska v roce 1920 připojena k Československu a dnes je městskou částí Třince. Na druhou stranu k polskému Puncovu patří nepatrná část někdejšího území dnes českých Kojkovic.
Puncov patří k nejstarším vesnicím na Těšínsku. První zmínka o ní pochází z listiny vratislavského biskupa Vavřince Dolivety z roku 1223 uvádějící Punzo jakožto jednu z 14 obcí těšínské kastelánie povinných odvádět desátek premonstrátskému klášteru v Rybníku. Nejdůležitější místní památkou je pozdně gotický katolický kostel sv. Jiří postavený v roce 1518 – nejstarší zděný kostel na Těšínsku s architektonickou zajímavostí v podobě palmové klenby hlavní lodi.
Z Puncova pochází Jerzy Samiec (nar. 1963) – od roku 2010 biskup evangelicko-augsburské církve v Polské republice.